# Émile-Xavier Visseaux
Émile-Xavier Visseaux, (1927-2016) est un haut fonctionnaire français et commissaire général des Scouts de France de 1970 à 1976.

## Biographie
Né le 29 janvier 1927 à Wiseppe (Meuse), Émile Visseaux entre à 17 ans chez les Scouts de France (SDF) avec lesquels il participe à la Résistance via la diffusion du journal Témoignage Chrétien.
Agrégé d'histoire-géographie, après un début de carrière dans l’éducation nationale, il est détaché de la fonction publique et entre en 1958 au Centre national des SDF. En novembre 1970, il succède à Michel Rigal comme commissaire général SDF et occupe ce poste jusqu’en 1976 dans une période de fortes tensions autour de la question des troupes « unitaires ». Durant son mandat, en 1971, a lieu la scission qui donnera naissance aux Scouts unitaires de France (SUF) et qui se caractérise notamment par le départ d’une vingtaine de groupes refusant la fin de la méthode « unitaire »,.
À sa réintégration dans l'Éducation nationale, Émile Visseaux est nommé Inspecteur général chargé des élèves en difficulté (enseignement professionnel). Il prend également une responsabilité de formation au sein de la communauté charismatique du Chemin Neuf.
À Lyon, en 2014, il fait partie de l’équipe qui encadre la création du musée de l’Antiquaille.
Il meurt le 17 juillet 2016 à Semur-en-Auxois (Côte d'Or).
Il est officier de la Légion d'honneur et membre d'honneur des Scouts et Guides de France.